# Нова Карьга
Нова Карьга́ (рос. Новая Карьга, ерз. Новая Карьга) — село у складі Краснослободського району Мордовії, Росія. Адміністративний центр Новокарьгинського сільського поселення.
Населення — 1074 особи (2010; 1122 у 2002).
Національний склад (станом на 2002 рік):
- росіяни — 97 %